# Fangzhen (ort i Kina, Shaanxi, lat 34,92, long 109,84)
Fangzhen (kinesiska: 坊镇) är en ort i Kina. Den ligger i provinsen Shaanxi, i den nordvästra delen av landet, omkring 110 kilometer nordost om provinshuvudstaden Xi'an. Antalet invånare är 41 113. Befolkningen består av 20 709 kvinnor och 20 404 män. Barn under 15 år utgör 14,0 %, vuxna 15-64 år 76 %, och äldre över 65 år 8,0 %.
Runt Fangzhen är det tätbefolkat, med 427 invånare per kvadratkilometer. Fangzhen är det största samhället i trakten. Trakten runt Fangzhen består till största delen av jordbruksmark.
Genomsnittlig årsnederbörd är 639 millimeter. Den regnigaste månaden är juli, med i genomsnitt 139 mm nederbörd, och den torraste är december, med 1 mm nederbörd.